# ۱۶ (عدد)
۱۶ (شانزدهمین) عدد از اعداد طبیعی و هفتمین عدد از اعداد طبیعی دورقمی است.که به لاتین sixteen گفته می‌شود

## زبان شناسی
این واژه در زبان پارسی از ترکیب "شش + از + ده " تشکیل شده که طی تغییرات زبانی و احتمالاً به تبعیت از وزن واژه قبلی یعنی "پانزده"، تبدیل به "شانزده" شده‌است. مانند ترکیب "دو + از + ده" = دوازده